# Charnod
Charnod är en kommun i departementet Jura i regionen Bourgogne-Franche-Comté i östra Frankrike. Kommunen ligger i kantonen Arinthod som tillhör arrondissementet Lons-le-Saunier. År 2022 hade Charnod 37 invånare.

## Befolkningsutveckling
Antalet invånare i kommunen Charnod
Referens:INSEE